# Buon pomeriggio (Rete 4)
Buon pomeriggio è stato un programma televisivo italiano andato in onda su Rete 4 dal lunedì al venerdì ed in seguito anche alla domenica, dal 1989 al 1993 e condotto da Patrizia Rossetti nella fascia del daytime pomeridiano dell'emittente. Al suo interno venivano trasmesse le più seguite soap opera e telenovelas di fine anni ottanta e dei primi anni novanta.
La trasmissione era stata ideata da Fatma Ruffini.

## Il programma
Il programma, trasmesso a partire dall'11 settembre 1989, era un lungo contenitore rosa che occupava tutta la fascia pomeridiana dell'emittente, dalle 13:40 fino alle 18:30; dal 1992, in seguito all'arrivo di Emilio Fede alla direzione del TG4, l'inizio venne posticipato alle 14:00, mentre la fine del programma era stata posticipata di un'ora dall'autunno 1991, in seguito allo spostamento del game-show Cari genitori in orario mattutino.
La trasmissione raccordava tra loro i numerosi serial a quel tempo proposti dalla rete, tra cui le soap opera Sentieri, Febbre d'amore, General Hospital, Aspettando il domani, Così gira il mondo, Una vita da vivere e La valle dei pini e le telenovelas Ribelle, Tu sei il mio destino, Stellina, Maria, Piccola Cenerentola, Señora, Anche i ricchi piangono, La mia piccola solitudine e molte altre; tra un serial e l'altro venivano proposte varie rubriche, tutte condotte dalla Rossetti, sempre inerenti alla sfera dei sentimenti come ad esempio la posta del cuore, gli amori celebri, l'arte della seduzione, l'angolo del pettegolezzo e quello dei cuori solitari in cerca dell'anima gemella ed a partire dalla stagione 1991-1992, dopo che il programma acquisì la diretta, anche alcuni giochi telefonici per il pubblico a casa (come ad esempio Lo fa o non lo fa?); in più c'erano anche dei momenti di talk show con ospiti in studio i cui argomenti trattati prendevano spesso spunto dalle vicende dei protagonisti dei vari serial appena andati in onda.
Altro ingrediente della trasmissione erano i collegamenti dagli Stati Uniti d'America o da alcuni paesi dell'America Latina in cui vari inviati (tra cui anche Giorgio Mastrota e Fabrizia Carminati) si addentravano all'interno dei set delle soap opera più seguite ed amate o delle telenovelas di prossima programmazione sulla rete per offrire curiosità ed anticipazioni sulle trame alle telespettatrici del programma; in molte puntate ospiti della trasmissione sono stati i più famosi attori di soap opera statunitensi e soprattutto delle telenovelas sudamericane (come Grecia Colmenares, Jorge Martínez, Carlos Mata, Jeannette Rodríguez Delgado, Eduardo Palomo e Verónica Castro) che venivano intervistati dalla Rossetti ed interpretavano anche alcuni brevi sketches assieme alla conduttrice ed interagivano con il pubblico in studio (introdotto nella stagione 1992-1993) mentre in altre puntate venivano invece ospitati i fan club dei vari protagonisti delle telenovelas e delle soap opera trasmesse all'interno del contenitore.
Il programma registrò un ottimo successo di pubblico per tutta la sua durata (in quegli anni Rete 4, grazie alla trasmissione, era la rete leader d'ascolto della fascia oraria 14-18).

### DaBuon pomeriggioaBuona giornata
A partire dal 20 settembre 1993 Buon pomeriggio si fuse con gli altri contenitori analoghi della rete (il mattutino Buongiorno amica e quello del mezzogiorno A casa nostra, quest'ultimo condotto sempre dalla Rossetti in coppia con Giorgio Mastrota), trasformandosi in Buona giornata, condotto sempre da Patrizia Rossetti (affiancata qui da Cesare Cadeo), che risultò una vera e propria trasmissione-fiume che occupava tutto il day-time di Rete 4: iniziava alle ore 7:00 del mattino e si concludeva alle 16:45 nella stagione 1993-1994, poi fu allungato fino alle 18:05 a partire dalla stagione 1994-1995 (inframezzato solo dalle due edizioni diurne del TG4) mantenendo però la stessa formula di Buon pomeriggio.

### Il cambio d'identità di Rete 4 e la fine del programma
Nel 1996 Vittorio Giovanelli, neo-direttore di Rete 4, cambiò completamente linea editoriale e target di pubblico alla rete e cancellò così quasi tutte le soap opera andate in onda fino ad allora (rimase in palinsesto solo la soap più seguita, Sentieri, trasmessa nel primo pomeriggio) ed anche la programmazione per le telenovelas venne notevolmente ridotta (rimase soltanto lo spazio per la trasmissione di due serial per stagione, in onda nello slot tardo-mattutino) rendendo dunque inutile la continuazione di Buona giornata che così si concluse alla fine di luglio del 1996.
La carriera televisiva di Patrizia Rossetti (che fino ad allora era stata il volto principale di Rete 4) risentì pesantemente di tale cambiamento editoriale, venendo in pratica relegata alla conduzione delle televendite trasmesse sulle reti Mediaset e di alcune trasmissioni del sabato mattina che però ebbero poca fortuna e furono cancellate dopo poco tempo (Casa per casa e Sabato 4); analoga sorte toccò a Giorgio Mastrota, altro personaggio-simbolo della Rete 4 al femminile della precedente linea editoriale.

## Studi
Le prime due edizioni del programma vennero registrate negli Studi Link Up di Milano, in Viale Col di Lana 6/A (oggi riconvertiti in abitazioni). Successivamente, a partire dalla terza edizione, la location della trasmissione venne trasferita nel Centro di produzione Mediaset di Cologno Monzese, mentre Buona giornata era trasmesso dal Centro di Produzione TOC di Segrate.